# 斯文豪长蜗牛
斯文豪长蜗牛又名斯文豪氏長蝸牛（学名：Dolicheulota swinhoei）是柄眼目堅齒螺科長蝸牛屬的一种。
長蝸牛屬舊屬扁蜗牛科，今屬堅齒螺科巴蝸牛亞科的盾蝸牛族。

## 描述
殼形 : 扁圓錐形
殼寬 : 約23mm
殼高 : 45mm
螺層數 : 約6層
殼大型、右旋，螺塔高，殼質厚，殼為褐綠色，上有許多斜向的淡色斑紋，具有殼皮，呈透明褐黃色或綠褐色，殼表具有許多細小而明顯的生長紋，但仍屬光滑。各螺層略突出，縫合線明顯，螺體層略突出，長而大，約佔總殼長一半以上。殼口近卵圓形，殼唇圓滑、外翻且增厚，下唇擴大，呈圓弧狀，軸緣垂直，殼體唇緣呈模板狀。殼臍開孔深而窄，部分被軸唇所掩蓋。軟體呈深褐色。

## 分佈及棲息地
為台湾特有種蝸牛，树栖型。

## 外部連結
- 維基物種上的相關：斯文豪长蜗牛